# Depot von Schweta

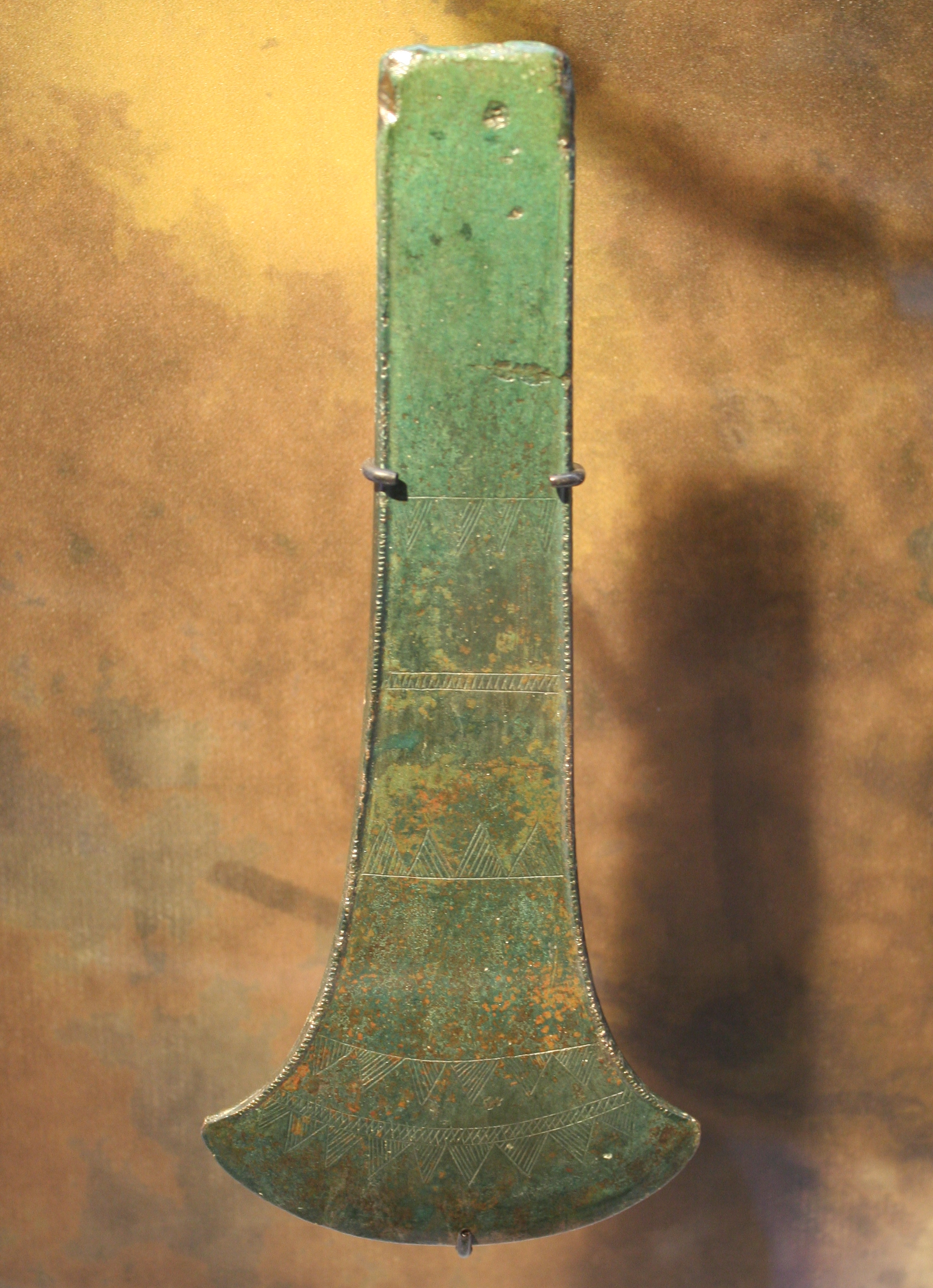
Verziertes Randleistenbeil aus dem Depot von Schweta; Staatliches Museum für Archäologie Chemnitz

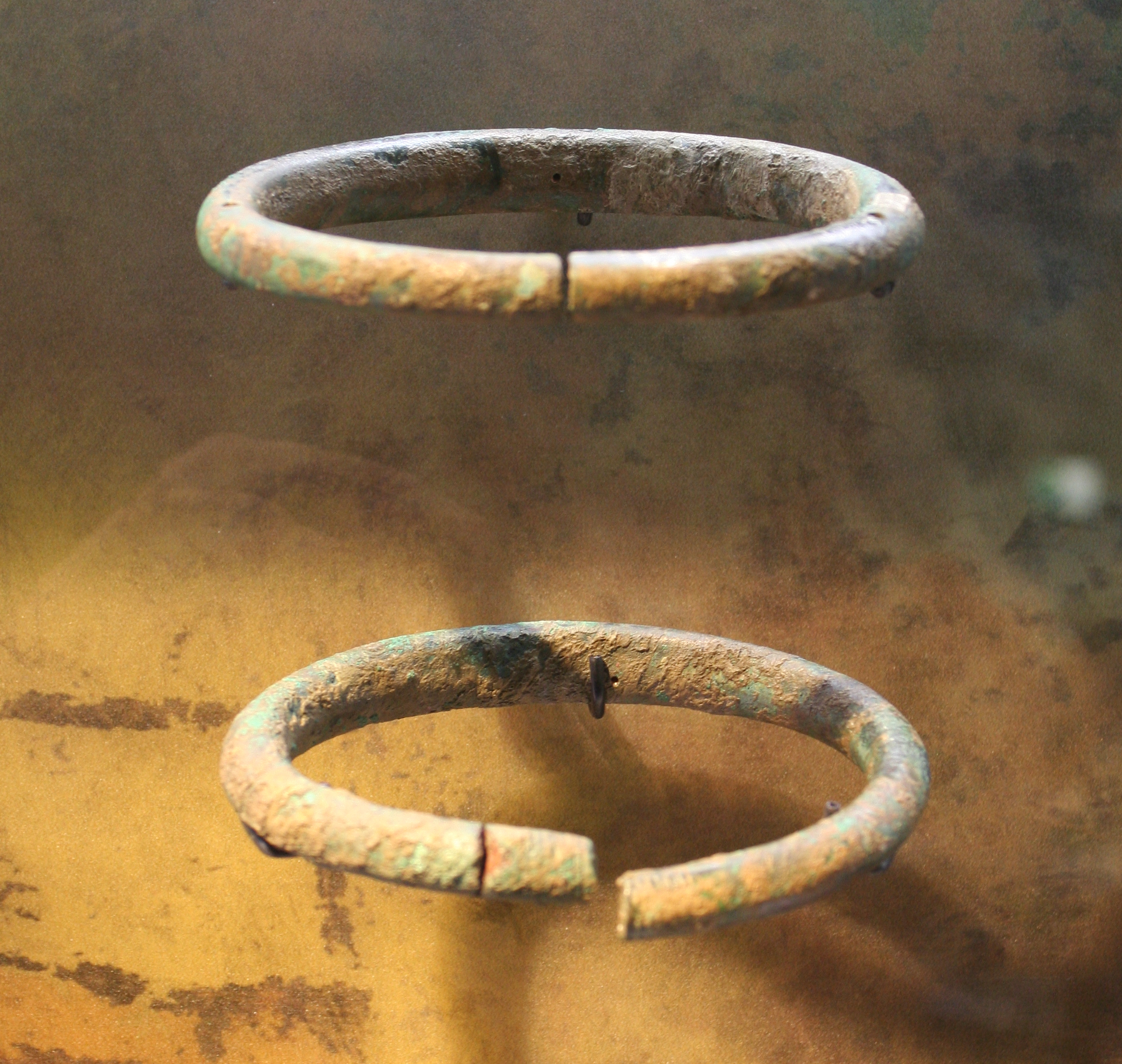
Schwere ovale offene Ringe aus dem Depot von Schweta; Staatliches Museum für Archäologie Chemnitz

Das Depot von Schweta (auch Hortfund von Schweta) ist ein Depotfund der frühbronzezeitlichen Aunjetitzer Kultur (2300–1550 v. Chr.) aus Schweta, einem Ortsteil von Mügeln im Landkreis Nordsachsen (Sachsen). Das Depot befindet sich heute im Staatlichen Museum für Archäologie Chemnitz (ehemals Landesmuseum für Vorgeschichte Dresden).

## Fundgeschichte
Das Depot wurde vermutlich zerpflügt und seine Bestandteile zu unterschiedlichen Zeitpunkten gefunden. Ein Beil wurde in den 1890er Jahren gefunden, zwei Ringe 1909. Nur für den zweiten Fund liegen genauere Angaben vor. Demnach wurden die Ringe auf „Welkers Berg“ beim Pflügen in einer Tiefe von 0,35 m gefunden.

## Zusammensetzung
Das Depot besteht aus mindestens drei Bronzegegenständen: einem Randleistenbeil und zwei schweren ovalen offenen Ringen.
Das Beil ist übergroß und weist nur sehr schmale Randleisten auf. Sein Dekor besteht aus fünf Zonen. Vom Nacken zur Klinge gesehen sind dies: eine Reihe von vier mal vier hängenden Winkeln, eine Reihe stehender Malkreuze, eine Reihe stehender, wechselseitig schraffierter Dreiecke, eine Reihe hängender, wechselseitig schraffierter Dreiecke sowie eine Reihe stehender Malkreuze mit einer Reihe hängender, wechselseitig schraffierter Dreiecke.
Die Ringe waren ursprünglich mit Bast umwickelt. Einer weist in regelmäßigen Abständen drei Löcher auf.